# المناظرة بين الطيور والأسماك

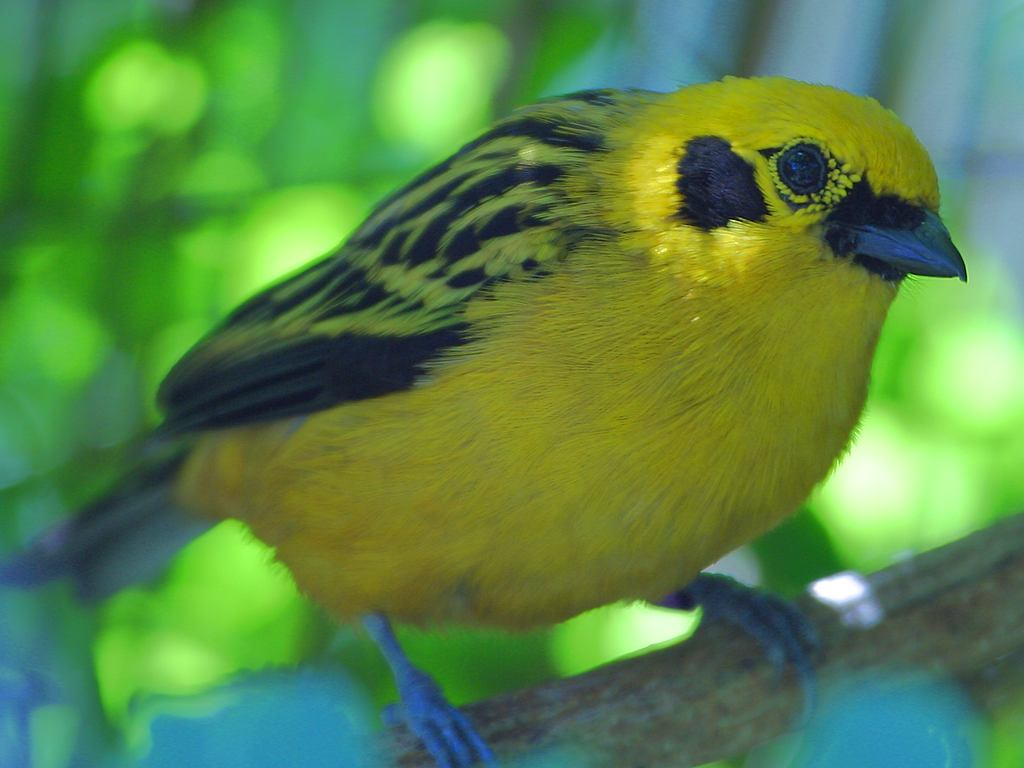
طائر

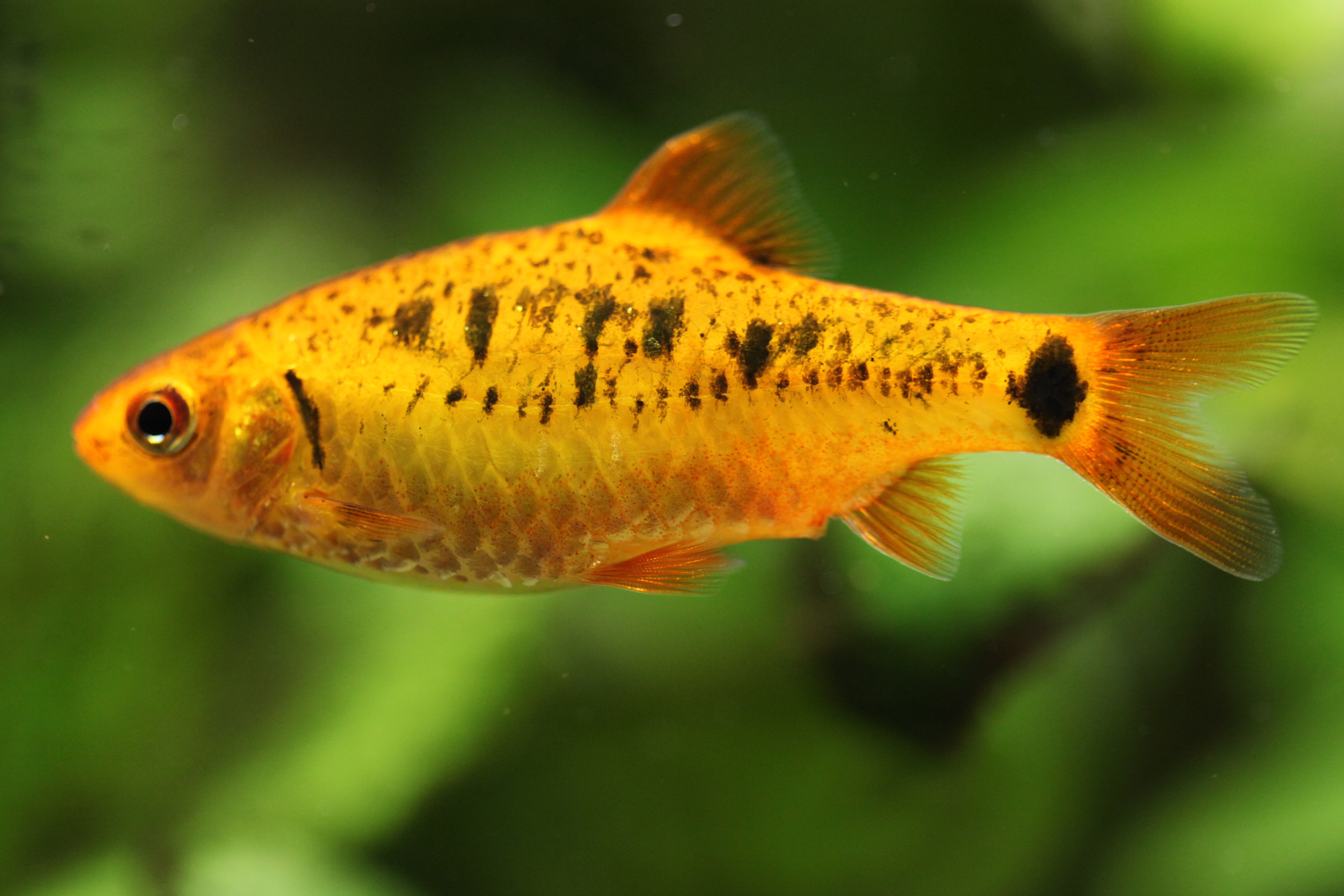
سمكة

المناظرة بين الطيور والأسماك هي مقالة أدبية باللغة السومرية، كتبت على ألواح الطين في الفترة من منتصف إلى أواخر الألف الثالثة قبل الميلاد. هناك سبعة موضوعات نزاعية معروفة من الأدب السومري، تقع في فئة «نزاع»، وبعض الأمثلة على ذلك: المناظرة بين الشتاء والصيف؛ المناظرة بين الماشية والغلال؛ الشجر والقصب؛ الطيور والأسماك؛ والنزاع بين الفضة والنحاس العظيم؛ الخ. وقد جائت هذه المواضيع بعد بضعة قرون من اختراع الكتابة في بلاد ما بين النهرين السومرية. وتحدد هذه المناظرات الفلسفية مكان الإنسانية في العالم. ويعود بعضها إلى العام 2100 ق.م.
إن المناظرة بين الطيور والأسماك هي عبارة عن نص مسماري مكون من 190 سطر نصي، تبدأ المناظرة بمناقشة بين الآلهة عند منحها بلاد ما بين النهرين وأماكن السكن للبشر إضافة إلى منحهم نهري دجلة والفرات لتأمين مياه الحقول، ومنحهم الأهوار وطيورها والمستنقعات والمراعي والأسماك.
تبدأ بعدها المناظرة بالسمك مخاطبًا الطير.

## المناظرة في ملخص قصير

### يتكلم السمك أولاً
الخطاب الافتتاحي للسمك:
«... أيها الطير... بلا إهانة..! النعيب.. الضوضاء في الأهوار.. الزعيق! دائمًا ما تزدرد هاربًا بجشع، بينما يقطر قلبك بالشر! واقفًا في السهل حيث يمكنك مواصلة الإزعاج حتى يطاردونك بعيدًا! وينصب أبناء الفلاحين لك الخيوط والشباك.. (ويتابع).. أنت تسبب الضرر في مزارع الخضار.. (وأكثر).. أيها الطير، إنك وقح: أنت تملأ الباحات بقاذوراتك. ويطاردك الطفل الذي يكنس الباحة والمنزل لإبقائهما نظيفين.. (إلخ)»
ثم تتابع الفقرتين الثانية والثالثة:
«ثم يضعونك في زريبة التسمين، حيث تخور كالأبقار وتثغو كالأغنام، ويسكبون الماء البارد لك في جرار، ويسوقونك يوميًا للتضحية بك.» (ثم تكمل الفقرات الثانية والثالثة لعدة أسطر).

### رد الطير الحاسم
يجيب الطير:
«كيف أصبح قلبك متكبرًا هكذا، في حين أنك بهذه الوضاعة؟ فمك مترهل، ولكنه يكمل على طول الطريق بحيث لا تستطيع أن ترى خلفك، لا أوراك لك ولا أذرع ولا أيدي ولا أقدام، حاول أن تحني عنقك حتى قدميك! رائحتك مروعة، تجعل البشر يتقيأون، إنهم يستهزئون بك!..»
ثم يكمل الطير:
«أما أنا فطير جميل ذكي، زينتي تحفة فنية، أما أنت فلم تقم الآلهة بأي عمل بارع عند خلقك! مجدي عندما أتبختر في القصر الملكي، ويعتبر تغريدي حلية في الباحات، والصوت الذي أصدره بكل ما فيه من عذوبة هو متعة لشخص شولغي بن إنليل...»

### حكم شولغي لصالح الطير
بعد الخطاب الافتتاحي والرد؛ يهاجم السمك عش الطائر، ويتبعه نزاع بينهما يتخطى الكلام، وعند اقتراب النزاع من نهايته يطلب الطير من شولغي الحكم لصالحه:
يعلن شولغي:
«لأن مجد الطائر هو عندما يتبختر في مجمع الآلهة، ولغنائه العذب على مائدة إنليل المقدسة، فإن الطير.. متقدم عليك..!»
«(بياض صفحة).. الطائر.. لأن الطائر كان منتصرًا على السمك في النزاع بينهما، فليتمجد الأب إنكي!»-(نهاية السطر 190، السطر الأخير).

## وصلات خارجية
- The Debate between Bird and Fish at ETSCL–(باللغة الإنكليزية)
- 190-line text translation